# PZL.45 Sokół
PZL.45 Sokół byl polský prototyp lehkého stíhacího letounu vznikající v letech 1936–1939 ve státním podniku PZL. Vývojové práce vycházející z předchozích projektů lehkých stíhačů byly zahájeny koncem roku 1936.

## Vznik a vývoj
Typ P.45 vznikl jako studie lehkého stíhače koncipovaného jako dolnoplošník celokovové konstrukce s krytým kokpitem a pevným záďovým podvozkem, poháněný čtrnáctiválcovým dvouhvězdicovým motorem Gnome-Rhône 14M05 Mars o maximálním výkonu 760 hp (567 kW) a vyzbrojený čtyřmi kulomety. Typ stál zpočátku stranou zájmu představitelů polského letectva, kteří dávali přednost vývoji buď klasicky řešené stíhačky PZL.50 Jastrząb anebo těžkého víceúčelového stroje PZL.38 Wilk, ale začátkem roku 1938 došlo k objednání detailní konstrukční studie typu, který měl sloužit jako pokračovací cvičný pro udržovací lety stíhacích pilotů, se sekundární schopností bojového nasazení. Na podzim téhož roku byla objednána stavba dvou prototypů, P.45/I s pevným, a P.45/II se zatahovacím podvozkem. Stavba P.45/I, představujícího zvažovanou počáteční výrobní verzi PZL.45A, započala v listopadu 1938 a v lednu 1939 byla dohotovena a schválena jeho maketa v plné velikosti. V září 1939 byl stroj stále rozestavěný, a jeho dokončení bylo plánováno na listopad, ale již na konci srpna 1939 padlo rozhodnutí o zavedení typu do sériové výroby, k níž vzhledem k válce nedošlo.

## Specifikace (P.45/I)
Údaje podle

### Technické údaje
- Osádka: 1 (pilot)
- Délka: 7,88 m
- Rozpětí: 12,14 m
- Výška: 2,55 m
- Nosná plocha: 14,3 m²
- Prázdná hmotnost: 1 107 kg
- Vzletová hmotnost: 1 940 kg
- Pohonná jednotka: 1 × vzduchem chlazený čtrnáctiválcový dvouhvězdicový motor Gnome-Rhône 14M05 Mars pohánějící stavitelnou dvoulistou dřevěnou vrtuli P.Z.L.
- Výkon pohonné jednotky: 544,36 kW (730 hp)

### Výkony
- Maximální rychlost: 520 km/h  ve výši 3 500 m
- Dolet:
- Praktický dostup:
- Stoupavost:
- Zatížení křídel: 135,6 kg/m²
- Poměr výkon/hmotnost: 2,6 kg/hp

### Výzbroj (plánovaná)
- 2 × synchronizovaný kulomet PWU wz. 36 ráže 7,92 mm v přídi trupu
- 2 × synchronizovaný kulomet PWU wz. 36 ráže 7,92 mm v centroplánu křídla